# Travicom
Travicom là tên thương mại của công ty Travel Automation Services Ltd (công ty TNHH Dịch vụ Du lịch Tự động), một công ty chuyên về ngành du lịch ở Anh cung cấp hệ thống phân phối toàn cầu giữa các đường bay và chi nhánh du lịch.
Vào năm 1976, Videcom cùng với Hãng hàng không Anh quốc, British Caledonian và CCL ra mắt Travicom, hệ thống đặt chỗ đa truy cập đầu tiên trên thế giới. Năm 1987, Travicom xử lý 97% vé đặt chỗ của Hãng hàng không Anh quốc.
Hệ thống này được phân phối nhân rộng bởi Videcom trên các vùng miền trên thế giới như Trung Đông (DMARS), New Zealand, Kuwait (KMARS), Ireland, Ca ri bê, Mỹ và Hong Kong. Hệ thống đa truy cập Travicom ở Anh bị đóng cửa và thay thế bằng hệ thống Galileo ở Anh hiện tại. Năm 1988, Travicom đổi tên thương mại sang Galileo UK. Sau đó, Hãng hàng không Anh quốc đã bán Galileo UK cho Galieo Quốc tế.